# 5113 Kohno
5113 Kohno eller 1988 BN är en asteroid i huvudbältet som upptäcktes den 19 januari 1988 av den japanska astronomen Tsutomu Seki vid Geisei-observatoriet. Den är uppkallad efter den japanske gitarristen Masaru Kohno.
Asteroiden har en diameter på ungefär 7 kilometer.